# Ludwik Franciszek II de Bourbon-Conti

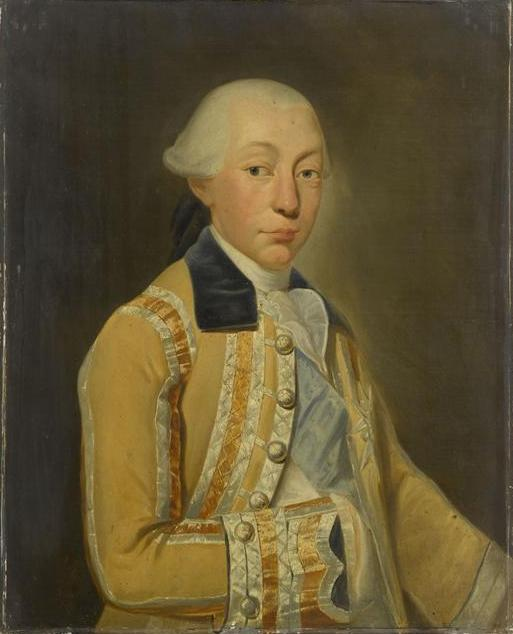
Ludwik Franciszek Józef, portret pędzla Louisa Petit (1774)

Ludwik Franciszek II de Bourbon-Conti, fr. Louis François Joseph de Bourbon (ur. 1 września 1734, zm. 13 marca 1814) – hrabia La Marche, książę Mercoeur i książę Conti od 1776 do swojej śmierci.
Był jedynym synem Ludwika Franciszka I, księcia Conti, i Ludwiki Diany, najmłodszej córki Filipa II, księcia Orleanu.
Ludwik Franciszek posiadał znaczny talent żołnierski i wyróżnił się podczas trwania wojny siedmioletniej. Podczas sporu między kanclerzem René de Maupeou, a parlamentarzystami, poparł de Maupeou, a w 1788 ogłosił, że zachowana musi być jedność konstytucji. Po wybuchu rewolucji francuskiej wyemigrował, ale odmówił wzięcia udziału w planach inwazji na Francję, i ostatecznie w 1790 powrócił do ojczyzny. W 1793 został aresztowany na rozkaz Konwentu Narodowego. Został oskarżony, ale uwolniono go przed tym konfiskując cały jego majątek. Dostał pensję, ale Dyrektoriat skazał go na wygnanie z Francji. Ludwik Franciszek nie odmówił również wzięcia udziału w spiskach rojalistów i zamieszkał w Barcelonie, gdzie też zmarł w 1814.

## Dziedzictwo
27 lutego 1759 Ludwik Franciszek II poślubił Marię Fortunatę d'Este-Modene (ur. 1731, zm. 1803), córkę Franciszka III, księcia Modeny. Małżeństwo to nie należało do udanych i para nie miała żadnych dzieci. Książę Conti zainteresował się więc Marią Anną Véronèse, nazywaną Mademoiselle Coraline, artystką z Teatru Włoskiego. Ze związku pochodziło dwóch nieślubnych synów:
- Louis François Véronèse (ur. 1761, zm. 1785),
- Pierre Antoine Véronèse (ur. 1767, zm. 1846).

Jednocześnie ze śmiercią Ludwika Franciszka ród Conti wymarł, a tytuł księcia Conti przepadł bezpowrotnie. 2 kwietnia 1844 ciało Ludwika Franciszka II przeniesiono do kaplicy królewskiej w Dreux.